# Zkratka
Zkratka je ustálený způsob zkrácení slova nebo sousloví. Nejčastěji se zkratky používají pro zápis často užívaných slov či ustálených spojení (r. 1945, p. Novák, nám., apod.) nebo pro zkrácení zápisu víceslovných názvů institucí (jako jsou státy, úřady, spolky a podniky), dokumentů (deklarací, smluv, zákonů), odborných termínů (DNA, MHD) apod.

## Historie

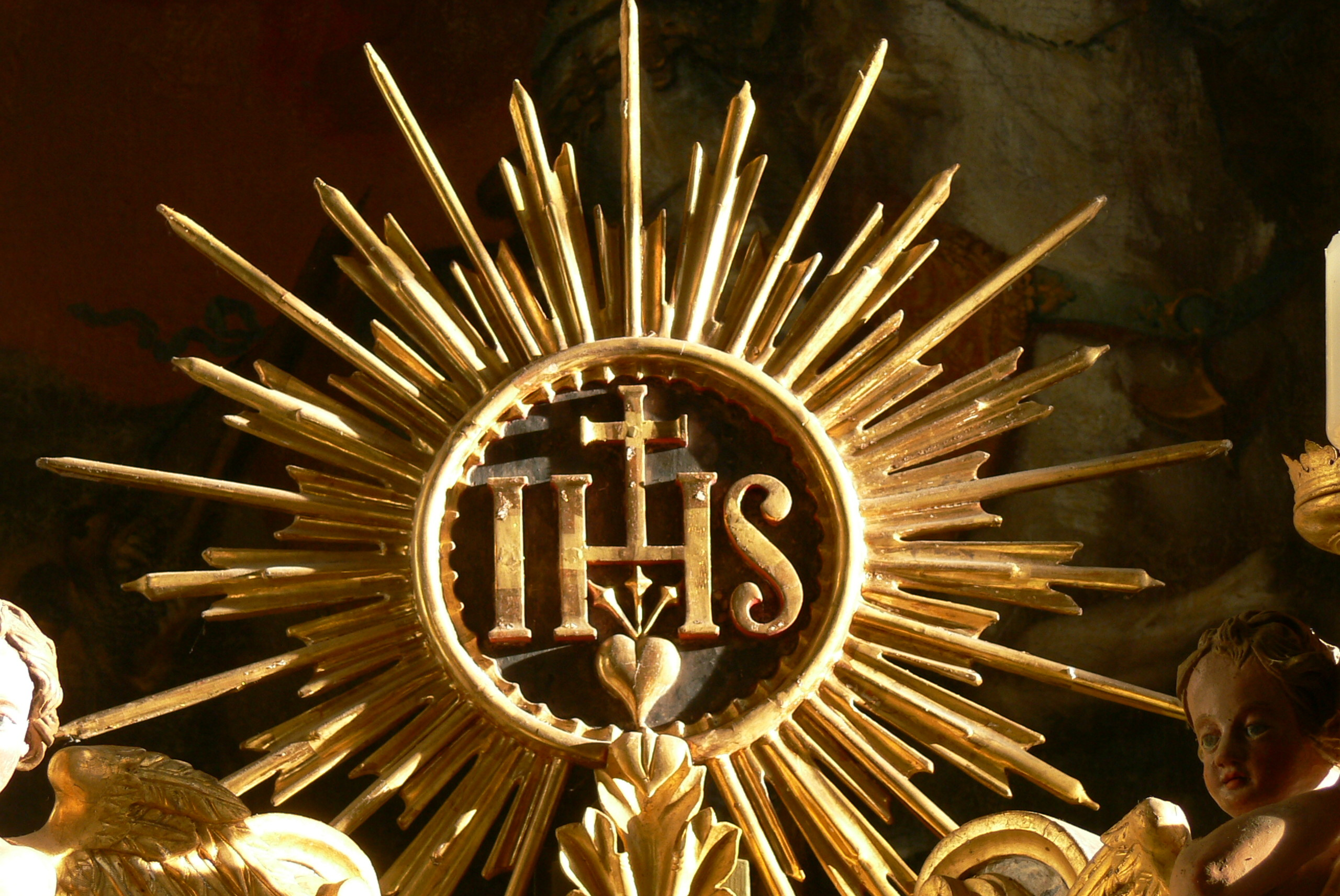
IHS – pův. řecká zkratka jména Ježíš

Zkratky používali už staří Římané, např. SPQR pro označení senátu a lidu římského. Studiem nápisů a zkratkami na nich používaných se zabývá epigrafika.
Ve středověkých rukopisných textech se zejména kvůli úspornosti používalo více druhů zkratek, včetně kontrakce slova (např. DNS = dominus, pán) nebo nahrazení častých předpon a přípon zvláštní značkou. Rukopisnými zkratkami se zabývá paleografie, pomocná věda historická studující historická písma.
Podle Miloslava Sedláčka se užívání zkratek v jazykových projevech podstatně rozšířilo ve 20. století, v češtině nejvíce po druhé světové válce. Podle Sedláčka nejvíce zkratek (různého typu) vzniká v oblasti administrativní, výrobní a ekonomické.

## Používání
Hlavním důvodem vzniku zkratek bývá úspornost vyjadřování. V praxi však vznikají i zkratky, které zcela odporují slovotvorným, fonologickým i gramatickým zvyklostem jazyka, takže jde o útvary neadaptabilní. Hrbáček považuje za nutné vyslovit radu, abychom zkratek používali racionálně a vykázali jim v komunikaci takové místo, aby mohly být hodnoceny jako přínos, ne jako ztěžování komunikace.
Některé zkratky jsou specifické pro určitý jazyk, jiné jsou používány mezinárodně. V minulosti některé evropské jazyky přebíraly latinské zkratky (např. etc. = et cetera), což se zčásti zachovalo například v angličtině. Mezinárodní povahu mají například kódy států (CZ, PL, D, UK, UA), zkratky měn (CZK, EUR), ale i například zkratky, které se v některých jiných jazycích používají zpravidla nepřeložené (USA, UITP).
V elektronické neformální komunikaci (internet, SMS) vznikají specifické prvky jazykové ekonomie na bázi angličtiny i domácích jazyků. Některé anglické zkratky jsou široce mezinárodně rozšířené a ustálené (btw, lol), byly zaznamenány i specifické zkratky českých slovních spojení (AOTJ = a o to jde, woe = vole, ČKD = často kladené dotazy). Zkratky jsou mnohdy tvořeny s důvtipem či jazykovým humorem (např. FCI, česky frikulín – free, cool a in). Pro anglické zkratky je typické využití podobnosti výslovnosti anglických číslovek 2, 4 a 8 s některými základními slovy či částmi slov (2H4U = too hard for you, GR8= great), což má analogie i v češtině (O5 = opět, S3H = střih, 3NEC = Třinec).
Zkratky mohou být homonymní, mít více významů, například OSN (Organizace spojených národů i Ottův slovník naučný), UK (Univerzita Karlova i United Kingdom, tedy Spojené království Velké Británie a Severního Irska nebo dopravka (dopravní policie, dopravní škola, dopravní výchova, dopravní společnost atd.).

## Třídění zkratek
J. Hrbáček v roce 1979 pojal termín „zkratka“ v širokém významu, do nějž pojal všechny morfologické (slovotvorné) abreviaturní útvary, tedy i zkratková slova, avšak nezahrnul do něj „zkratky syntaktické“, mezi něž řadil například univerbizaci a elipsu.
Od termínu zkratka se odlišuje termín značka. Některé značky sice mají zároveň povahu zkratek (g pro gram, l pro litr, Kč pro koruna česká, F pro sílu, G pro tíhu, v pro rychlost), ale značkami se rozumí i mnohé symboly, které mají nepísmennou podobu (matematické operátory), písmena jiných abeced (zejména řecké) či písmenná nebo číselná označení, která nejsou vytvořena zkrácením, ale například jako pořadové označení (body A, B, C). Hrbáček mezi značkami rozlišuje tzv. značky jazykové, které podle něj jsou „ve velké většině zkratky, které mají povahu samostatných znaků, tj. nemají funkci jen zkracovat slova, nýbrž krátkou výraznou formou vyjadřují pojem“. Ovšem zatímco Pravidla českého pravopisu v 70. letech považovala za značky i iniciálové zkratky, Hrbáček nikoliv.
Hrbáček v roce 1979 rozlišoval dvě základní skupiny zkratek, a to grafické a graficko-fonické. Grafické se projevují pouze v písmu, ale čtou se jako nezkrácená slova, graficko-fonické se realizují graficky i zvukově.
Ustálené grafické zkratky Hrbáček rozlišoval na:
- iniciálové (č. — číslo)
- rámcové (pí — paní)
- lineární (prof. – profesor)
- skeletové (plk. — plukovník)
- kombinované (pplk. — podplukovník).

Graficko-fonické zkratky Hrbáček dělil na
- nelexikální (iniciálové zkratky jako KSČ, OSN)
- přechodné (iniciálová zkratková slova jako ÚRO)
- lexikální (zkratková slova jako alobal, zkrácená slova jako limo, derivačně zkratková slova jako Lachema, derivačně zkrácená slova jako profka)

Sedláček si však povšiml neostrosti Hrbáčkova rozdělení, Hrbáček například slovo úča řadí ke slovům zkráceným, zatímco podobně utvořená slovo sváča na jiném místě řadí ke slovům derivačně zkráceným. Sedláček rovněž zpochybňuje vytvoření kategorie kombinovaných zkratek pro zkratky typu pplk., které by postačilo řadit mezi skeletové. Sedláček upozorňuje i odlišné ustálené způsoby výslovnosti téže zkratky (KRB jako ká-er-bé i jako krp). Za chybu v Hrbáčkově terminologii považuje Sedláček i to, že termín „iniciálová zkratka“ je použit ve dvou významech, jak pro typ grafických značek (sl., stč.), tak pro typ graficko-fonických značek (KSČ, OSN). Sedláček navrhoval nazývat první z nich iniciální a druhé iniciálové nebo verzálkové.
Zkracování (abreviaci) považuje Hrbáček vedle derivace a kompozice za jeden ze tří základních slovotvorných způsobů v češtině. Za slovotvorné však považuje jen zkráceniny tvořené ze seskupení slov (ať už toto seskupení je ustáleným souslovím nebo není), tedy de facto kompoziční abreviaci, zatímco prosté zkracování (auto, limo) ani iniciálové zkratky neřadí do tématu tvoření slov, ale jen do širšího tématu tvoření pojmenování.
Ústav pro jazyk český AV ČR ve svých publikacích[zdroj?] týkajících se češtiny obvykle rozlišuje zkratky na:
- čistě grafické (tj. čtou se jako celé nezkrácené slovo)
  - iniciální, iniciálové (str. = strana, strany, stránka, Sb. = sbírky zákonů), to jednoduché nebo složené či sloučené (čs. = československý, čp. či č. p. = číslo popisné)
  - kontrakční (stažené) z iniciály a konce slova (pí = paní, fa = firma, faktura), které se zpravidla skloňují
  - skeletové, vypouštějící samohlásky (kpt. = kapitán)
- graficko-fonické (iniciálové – tvořené jen z prvních písmen, skupinové – tvořené ze skupin písmen, resp. slabik)
  - hláskované (USA, ČMFS, SNB, čtou se ú-es-á, esenbé) a nesklonné. Obvykle jsou tvořeny jako iniciálové. V odborné literatuře se někdy nazývají „zkratky vlastní“.[7]
  - akronymní (AMU, ROPID) čtou se jako jedno slovo (amu, ropid) a někdy se i skloňují (v čedoku); u některých zkratek se mohou používat oba způsoby (ODA = oda i ó-dé-á). Někteří autoři je označují za zkratky fonické.[8] Mezi akronymní zkratky patří většinou zkratky tvořené jako skupinové (Čedok, Spofa, Chemopetrol), ale i zkratky iniciálové, jejichž složení je takové, že dovoluje i jiné čtení než hláskování; ty se pak skloňují na základě své formy, ale u nich je většinou tento postup příznačný pro hovorový styl češtiny (v Unesku, dikové = držitelé investičních kupónů).[8]
- fonické[zdroj⁠?!] (zkratková slova)
  - zkráceniny (termín se používá zejména pro domácké podoby osobních jmen vzniklé krácením, např. Jindra místo Jindřiška, Lenka jako zkrácenina od Helenka či Majdalenka; někdy je pak zkrácená podoba kodifikována jako základní[9]).
  - staženiny (auto, kilo)
  - zkratkové složeniny (karma, Čedok)
  - zkratkové odvozeniny (esenbák)
  - připodobeniny (Semafor, Liduška)

Běžným způsobem fonického zkracování je univerbizace, tedy nahrazování víceslovných pojmů jediným sloučeným slovem, například tak, že adjektivum je zpodstatněno rodovou příponou, která zastupuje vypuštěné substantivum (silná cesta = silnice, minerální voda = minerálka). Jedním typem univerbizace je elyptická univerbizace, při které je vynechána část názvu, například je vynecháno substantivum a použit samotný přívlastek, např. vysoká (zvěř, škola), modrá (knížka – s významem průkaz nevojáka, osvobození z vojenské povinnosti).
U zkratek lze též posuzovat stupeň závislosti na plném pojmenování a z toho plynoucí důsledky. Zkratky s vysokým stupněm nezávislosti se používají jako značky. Hrbáček si všímá zkratek, u nichž značnému počtu uživatelů není známo původní znění (CDU, WC). Podle Hrbáčka jako zkratky existují v povědomí uživatelů jazyka lépe slova s funkcí vlastních názvů, kdežto apelativní funkce povědomí zkratkovosti zastírá, takže apelativní lexikální zkratky domácí podobně jako cizí (gestapo, radar, expo, kolchoz, hobra) mají zpravidla podobu přejatých slov a zkratkami zůstávají jen etymologicky. Kdosi[zdroj?] rozlišuje zkratky strukturní (na první pohled jde o zkratku) a etymologické (bez etymologického slovníku nepoznáme, že jde o zkratku).
Miloslav Sedláček rozlišuje zkratky spisovné a nespisovné. Naznačuje, že pro normativní přístup z hlediska jazykové kultury má být soustředěn zájem na používání zkratek ve spisovném projevu, zatímco nespisovné zkratky, leckdy spontánního či expresivního charakteru, jsou zajímavé jen z hlediska teoreticky lingvistického.

### Sylabické zkratky
Sylabická zkratka je obvykle tvořena počátečními slabikami některých slov, jako např. internet = International + net (mezinárodní síť), Interpol = International + police (mezinárodní policie). Sylabické zkratky se obvykle píší malými písmeny, někdy s počátečním velkým písmenem, ale vždy se vyslovují jako samostatná slova, nikoli jako hláskované zkratky. 

#### Užití
Sylabické zkratky v českém jazyce nejsou ve srovnání s jinými jazyky příliš časté. Naproti tomu se často vyskytují v ruštině či v němčině. 
V někdejším Sovětském svazu se hojně používaly pro mnohé státní (Kolchoz, SovTransportAvto, podobně socialistické organizace jako např. Kominterna (komunistická internacionála) nebo Komsomol (Kommunističeskij Sojuz Moloďoži, tedy "komunistický svaz mládeže"). 
Také v současném Rusku používá sylabických zkratek pro státní organizace Minoborony (Ministerstvo oborony — ministerstvo obrany) a Minobrnauki (Ministerstvo obrazovanija i nauki — ministerstvo pro vzdělání a vědu) i nestátní podniky (Rosněfť, Roskosmos, Roskomnadzor) ad.
Podobné zkratky se také používají v německém prostředí Kripo pro Kriminalpolizei (kriminální policie). Sylabickou zkratkou je např. také Gestapo pro Geheime Staats-Polizei, tedy "tajná státní policie". Takovéto zkratky se používaly také v komunistické NDR. Typickým příkladem je napš. Stasi pro Staatssicherheit ("státní bezpečnost") nebo Vopo pro Volkspolizist ("příslušník policie"). Sylabické zkratky se používají také mimo politické prostředí, jako např. názvy firem Aldi, odvozené od jména zakladatele, Theo Albrechta a německého výrazu Diskont (sleva), nebo Haribo (jméno zakladatele Hans Riegl a města Bonn). Či podobně název firmy Adidas je složeno z počátečních slabik jména zakladatele Adolfa „Adiho“ Dasslera.
Sylabické zkratky se také vyskytují ve španělštině. Také zde se vyskytují především jako názvy organizací jako, např. PEMEX (Petróleos Mexicanos - "Mexické ropné závody") nebo Fonafifo (Fondo Nacional de Financimiento Forestal (Národní fond financování lesnictví).

## Způsob psaní
Takzvané čistě grafické zkratky se nejčastěji používají u obecných slov a sousloví a píší se malými písmeny, popřípadě jsou velká písmena na začátku věty či vlastních jmen zachována podle zkracovaných slov a sousloví. S výjimkou kontrakčních zkratek se obvykle zakončují tečkou. Pokud se zkratka používá jako značka (například pro fyzikální jednotky a veličiny), píše se obvykle bez tečky.
Složenou či sloučenou zkratkou se rozumí, pokud se počáteční písmena nebo skupiny písmen obou či více částí, z nichž je zkratka utvořena, spojují a píší dohromady, jako by šlo o zkratku slova jednoho. V některých případech jde o sloučení více zkratek téhož slova (čs. = československý, stč. = staročeský, sevvých. = severovýchodní) v jiných případech jde o sloučení počátečních písmen či skupin písmen z více po sobě následujících slov. Některé zkratky jsou ustáleny pouze v jedné podobě (tj., mj., tzn., tzv., atd., apod., atp., kupř., popř.) a oddělené psaní se považuje za chybu, u jiných zkratek jsou vžité sloučené i nesloučené verze a obě jsou považovaný za správné (čj. i č. j., čp. i č. p.).
Někdy se vícenásobná zkratka píše ve stažené podobě bez mezer za tečkami (s.r.o., a.s., č.p.). Pravopisné a typografické příručky obvykle tento způsob hodnotí jako chybný, pokud se jím zabývají. Standardně jej však používá například Obchodní rejstřík ve zkratce právní formy společnosti jako součásti jejího názvu, a pisatelé pak musí volit, zda dají přednost zachování přesnosti kodifikovaného názvu, nebo obecnému pravopisně-typografickému pravidlu.
Některé zkratky mají povahu značek, pak se píší bez tečky; příkladem je většina fyzikálních jednotek (l, kg, cm). U některých označení může být povaha sporná či na pomezí (h jako značka a hod. jako zkratka, ot. jako zkratka či ot jako značka počtu otáček. Karel Richter v roce 1963 v Naší řeči připouštěl ve zlomkových výrazech dva výklady použití: buď zachovávat rozlišení zkratek od značek (ot./min.), nebo psát i zkratky bez teček a celý zlomek považovat za složenou značku (ot/min).
Starší způsob psaní umožňoval psaní složených zkratkových přívlastků s lomítkem a bez teček, například Ústí n/L nebo Žďár n/S místo Ústí n. L. nebo Žďár n. S.
Takzvané graficko-fonické zkratky se v češtině obvykle píší velkými písmeny a bez teček, tj. velkými písmeny jsou zastoupena i ta slova, která se v celém víceslovném vlastním jménu píšou s malým počátečním písmenem. Angličtina někdy používá zkratky s tečkami bez mez mezer (U.S.A., U.I.T.P.).

## Skloňování
Některé typy zkratek (rámcové neboli kontrakční, lexikální) se skloňují jako běžná slova.
U akronymních zkratek praxe značně kolísá, záleží na jazykové přizpůsobivosti dané zkratky, zvyklostech i preferencích uživatelů. Ani někteří autoři tematických příruček či monografií nejsou ve svých doporučeních zcela konzistentní, Sedláček například upozorňuje že Hrbáček by od zkratky BROLN psal 7. pád BROLNem, zatímco UNESCO doporučuje psát v 7. pádu Uneskem. V některých případech se ani akronym obvykle neskloňuje (vstoupil do ODA, nikoliv do ody, bojoval v UNRA, nikoliv v unře), méně problatické je skloňování tam, kde celá zkratka je v roli kmene a nedochází v něm k hláskovým změnám, ovšem problematické bývá, jak zacházet s verzálkovými zkratkami (ROPID bez ROPIDU, ROPIDu či Ropidu, ČEDOK bez Čedoku, s ČEDOKem).
Dotaz „Pojedete MHD?“ lze číst buď celými slovy („Pojetete městskou hromadnou dopravou?“) nebo hláskováním („Pojetete emhádé?“), byl však zaznamenán i pokus o akronymizaci („Pojetete emhádou?“), běžnější je „Pojedete emhádéčkem?“
Nesklonné graficko-fonické zkratky mají obvykle substantivní povahu a používají se jako nesklonná zkratková slova, ve větě kvůli mluvnické shodě vyžadují přiřazení rodu a čísla. Kategorie rodu však u nich kolísá; někdy si zachovávají rod původního označení (emhádé jezdila), jindy získávají vlastní rod podle svého vlastního zakončení (emhádé jezdilo).